# Neighbours from Hell 2: On Vacation
Neighbours from Hell 2: On Vacation là một trò chơi chiến thuật giải đố do JoWooD phát triển và phát hành cho Microsoft Windows, Android và iOS. Trò chơi là phần tiếp theo của Neighbours from Hell. 
Một bản nâng cấp (remastered) tổng hợp lại hai phần đầu tiên với tựa đề Neighbours Back from Hell đã được THQ Nordic phát hành trên Windows, Nintendo Switch, PlayStation 4, Xbox One, Android và iOS vào tháng 10 năm 2020. Phiên bản này có tốc độ khung hình cao hơn và đồ họa HD.

## Nội dung
Ông Rottweiler mệt mỏi trước những trò đùa của Woody, nên đã lên đường du lịch vòng quanh thế giới với mẹ và bạn gái là Olga. Tuy nhiên, ông không hề hay biết rằng mình đã trở thành ngôi sao của mùa kế tiếp trong chương trình truyền hình thực tế, vốn là cơ hội để Woody thực hiện các trò chơi khăm. Sau cùng, con tàu mà họ dùng để di chuyển va phải một tảng băng và chìm, nhưng Rottweiler đã thoát nạn khi tìm thấy một chiếc thuyền cứu sinh, rồi chèo thuyền vào bờ với mẹ, và cả Woody mà không hề hay biết.

## Lối chơi
Trong phần tiếp theo của trò chơi Neighbours from Hell, người chơi vào vai Woody lẻn lên tàu du lịch đường thủy của người hàng xóm Rottweiler và theo chân gã đi đến các địa điểm du lịch ở ba quốc gia gồm Trung Quốc, Ấn Độ và Mexico. Trò chơi khó hơn một chút khi có một nhân vật mới xuất hiện là Mẹ của Rottweiler, người cũng có thể lao vào tấn công Woody. Nhân vật Woody hiện có ba mạng thay vì một, và nếu Woody bị gã hàng xóm hoặc mẹ của gã phát hiện, anh ta sẽ bị đá sang khu vực khác và mất một mạng. Ngoài ra, còn có một nhân vật tên là Olga, người phụ nữ mà gã hàng xóm đang tán tỉnh, Olga không gây hại cho Woody nhưng người chơi cũng có thể sử dụng nhiều cách khác nhau để gián tiếp khiến gã hàng xóm va chạm với cô ấy và khiến cô ấy tấn công gã (chẳng hạn như phá vỡ chiếc ghế gã hàng xóm đang đứng và khiến gã bị lộ việc nhìn trộm trong lúc Olga đang tắm). Olga còn có một đứa con trai nhỏ thường được gã hàng xóm chơi cùng và cậu bé cũng không gây hại cho người chơi. Khi trò chơi tiếp diễn sang ải mới, người chơi sẽ mở ra nhiều địa điểm mới.

### Chuyển thể và phát hành lại
Phiên bản gốc trên Microsoft Windows được phát hành lại dưới dạng kỹ thuật số trên GOG.com cùng với phần trò chơi trước đó do JoWood phát hành vào ngày 9 tháng 6 năm 2009. Trò chơi được Nordic Games phát hành trên Steam vào ngày 7 tháng 11 năm 2013 sau khi được cộng đồng chấp thuận thông qua chương trình Greenlight.
Một bản chuyển thể dành cho thiết bị di động được THQ Nordic phát hành trên toàn cầu cho iOS và Android vào ngày 25 tháng 5 năm 2017 trên App Store và Google Play. Một bản dành cho macOS được phát hành trên App Store vào ngày 22 tháng 7 cùng năm.
Một bản chuyển thể dành cho Nintendo DS được phát hành vào ngày 30 tháng 6 năm 2009. Mặc dù có tiêu đề là Neighbours from Hell gợi ý đây là phần đầu tiên, nhưng thực tế bản này chỉ gồm phần hai của loạt trò chơi.